# 평양성 (고조선)
평양성(平壤城)은 고조선의 수도로 전해지는 지명이다. 평양성의 현재 위치는 평양으로 추정된다.

## 개요
《삼국유사》는 《고기》를 인용하여 단군이 조선을 세우고 평양성에 도읍을 하였다가 백악산 아사달로 옮겨 1천 5백년을 다스렸으며, 주나라 초기에 기자(箕子)를 피해 장당경으로 옮겼다고 했다.

## 위치
평양성의 현재 위치는 알려져 있지 않다. 조선민주주의인민공화국은 1993년 10월 평양시 강동군 문흥리 대박산 기슭에 위치한 단군릉(檀君陵)을 발굴하여 고조선의 수도라고 발표하였으며, 단군릉을 복원하였다. 이러한 발표에 대해 대한민국의 역사학계는 주체사상 및 정권 보전 차원에서 선전한 것이므로 믿을 수 없다고 평가하고 있다. 실학자 박지원, 신채호, 윤내현, 복기대 등은 중국의 랴오닝성(요녕성, 遼寧省) 번시 시(本溪市)라고 주장하나, 한국의 주류사학계에서는 인정하지 않는다.

## 같이 보기
- 고조선(古朝鮮)
- 단군(檀君)
- 단군릉(檀君陵)
- 아사달(阿斯達)
- 장당경(藏唐京)